# Mathew Belcher
Mathew Belcher (Gold Coast, 20 september 1982) is een Australisch zeiler. Hij vertegenwoordigde Australië op de Olympische Zomerspelen 2012, waar hij olympisch kampioen werd.
Hij werd in 2000 wereldkampioen in de 420-klasse. Daarop mocht hij de olympische vlag dragen tijdens de sluitingsceremonie van de Olympische Zomerspelen 2000 in Sydney. In 2007 werd hij, samen met zijn toenmalige partner Nick Behrens, nummer 1 op de wereldranglijst. Het duo kon zich echter niet plaatsen voor de Olympische Spelen in 2008 als gevolg van de wereldtitel van hun landgenoten Nathan Wilmot en Malcolm Page, die daardoor Australië mochten vertegenwoordigen.
In 2010 werd Belcher wereldkampioen in de 470-klasse, aan de zijde van Malcolm Page. Sinds 2010 voert Belcher quasi-onafgebroken de wereldranglijst aan.   Ook in 2011, 2012, 2013, 2014 en 2015 werd Belcher wereldkampioen.
Belcher nam in 2012 een eerste keer deel aan de Olympische Zomerspelen. In de klasse tweepersoonsjol (470) behaalde hij aan de zijde van Malcolm Page de olympische titel. Na de Olympische Spelen van Londen vormde Belcher een duo met William Ryan. Belcher en Ryan werden samen vijfmaal wereldkampioen en in Tokio olympisch kampioen.

## Palmares
420
- 2000:  WK
- 2004:  WK

470
- 2001: 13e WK
- 2002: 22e WK
- 2003: 14e WK
- 2004: 21e WK
- 2005: 4e WK
- 2006: 14e WK
- 2007: 5e WK
- 2008: 21e WK
- 2009: 5e WK
- 2010:  WK
- 2010: eindwinnaar ISAF Wereldbeker
- 2011:  WK
- 2011: eindwinnaar ISAF Wereldbeker
- 2012:  WK
- 2012:  OS Londen
- 2013:  WK
- 2014:  WK
- 2015:  WK
- 2016:  WK
- 2017:  WK
- 2019:  WK
- 2020:  OS

1976: Harro Bode / Frank Hübner ·
1980: Marcos Soares / Eduardo Penido ·
1984: Luis Doreste / Roberto Molina ·
1988: Thierry Peponnet / Luc Pillot ·
1992: Jordi Calafat / Kiko Sánchez ·
1996: Yevhen Braslavets / Ihor Matviyenko ·
2000: Tom King / Mark Turnbull ·
2004: Kevin Burnham / Paul Foerster ·
2008: Malcolm Page / Nathan Wilmot ·
2012: Mathew Belcher / Malcolm Page ·
2016: Šime Fantela / Igor Marenić ·
2020: Mathew Belcher / William Ryan